# Jane Wilde (attrice pornografica)
Jane Wilde (New York, 23 settembre 1998) è un'attrice pornografica statunitense.

## Biografia
Nata e cresciuta a New York, al compimento dei 18 anni e dopo aver finito il liceo, ha iniziato a lavorare come camgirl. Nel dicembre 2017 ha debuttato nell'industria per adulti, girando la sua prima scena con la casa di produzione Reality Kings con Seth Gamble.
Nel 2019 ha ricevuto due nomination agli AVN e agli XBIZ Awards come la migliore attrice esordiente.

## Riconoscimenti
AVN Awards
- 2021 - Best Anal Sex Scene per Rocco's Back To America for More Adventures con Rocco Siffredi[4]
- 2021 – Best Group Sex Scene per Climax con Angela White, Whitney Wright, Britney Amber, India Summer, Avi Love, Seth Gamble, Codey Steele, Ryan Driller e Eric Masterson[5]
- 2022 – Best Transgender Group Sex Scene per Succubus – Part 4 con Aubrey Kate e Small Hands[6]
- 2024 - Best Threeway Sex Scene per Three V3 con Avery Black e Troy Francisco[7]

XBIZ Awards
- 2020 – Best Sex Scene - Comedy per 3 Cheers for Satan con Kira Noir, Kenzie Reeves e Small Hands[8]
- 2020 - Best Sex Scene - Vignette per Disciples of Desire: Bad Cop – Bad City con Emily Willis e Prince Yashua[9]
- 2021 - Best Sex Scene - Gonzo per Rocco's Back To America for More Adventures con Rocco Siffredi[10]
- 2023 - Best Acting — Lead per Stars[11][12]
- 2025 - Best Sex Scene - All Girl per Come Out to Play: An All-Girls Warriors Parody con Casey Calvert, Lulu Chu, Ana Foxxx, Leana Lovings, Little Puck, Hailey Rose, Serene Siren, Codi Vore e Penny Barber[13]

XRCO Awards
- 2023 - Female Performer of the Year[14]